# Juan Carlos I (Schiff)
Die Juan Carlos I (Projektname: Buque de Proyección Estratégica) ist das Flaggschiff der spanischen Marine (Armada Española), benannt nach dem ehemaligen spanischen König Juan Carlos I. Es kann als Mehrzweckkriegsschiff sowohl in der Rolle eines Flugzeugträgers wie auch eines amphibischen Angriffsschiffs eingesetzt werden.

## Geschichte
Das Konzept für das Schiff entstand im September 2003, und die Navantia-Werft in Ferrol begann 2005 mit dem Bau. Der Stapellauf folgte am 10. März 2008, die Übergabe an die Marine am 30. September 2010. Der Heimathafen ist die andalusische Marinebasis Rota.

## Technik

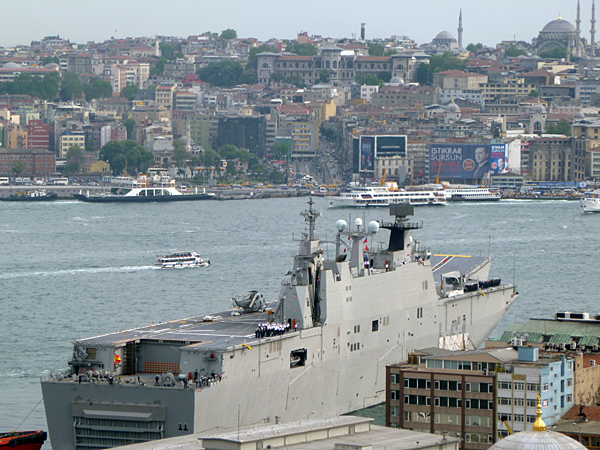
Juan Carlos I in Istanbul im Mai 2011

Die Besatzung ist 243 Mann stark und es können 1200 Mann Infanterie transportiert werden. Auf zwei Ebenen gibt es auf etwa 6000 m² Mehrzweckdecks und Hangardecks mit einer Ladekapazität von 12.000 Tonnen. Ein Welldeck am Heck kann vier kleine Landungsboote oder ein LCAC aufnehmen. Das Flugdeck ist 202 m lang und hat einen Ski-Jump am Bug. Es gibt sechs Landeflächen für STOVL-Flugzeuge oder mittlere Hubschrauber oder vier Landeflächen für schwere Hubschrauber.
Die normale Zusammensetzung besteht aus 11 Flugzeugen des Typs AV-8B Harrier II und 12 NH90-Hubschraubern. Alternativ können ohne Hubschrauber bis zu 20 Flugzeuge bzw. ohne Flugzeuge bis zu 25 Helikopter mitgeführt werden. Das Schiff kann auch schwere CH-47-Transporthubschrauber oder V-22-Transportflugzeuge aufnehmen.
Als erstes Schiff der spanischen Marine nutzt es einen dieselelektrischen Antrieb, der zwei Propellergondeln mit Strom versorgt. Die Reichweite liegt bei 9.000 sm (17.000 km) bei einer Geschwindigkeit von 15 kn (28 km/h). Mit einer Verdrängung von 27.079 Tonnen ist die Juan Carlos I das größte Schiff in der Geschichte der spanischen Armada und hat die Príncipe de Asturias als Flaggschiff der spanischen Marine abgelöst.

## Exporte
- Zwei auf der Juan Carlos I basierende Schiffe wurden unter der Bezeichnung Canberra-Klasse von der Royal Australian Navy bestellt. Die Canberra wurde am 28. November 2014 in Dienst gestellt. Die HMAS Adelaide folgte 2015.
- Das auf der Juan Carlos I basierende Schiff TCG Anadolu der türkischen Marine wurde am 10. April 2023 in Dienst gestellt.